# Liesel Willems
Liesel Willems (* 6. Oktober 1950 in Krefeld) ist eine deutsche Lyrikerin und Kinderbuchautorin, die mehrfach ausgezeichnet wurde.

## Leben und Werk
Willems studierte nach einer Ausbildung zur Erzieherin in Köln und Aachen Sozialpädagogik. Die vierfache Mutter lebt in Krefeld. In ihrem Werk umkreist sie mit ihren meist reimlosen, eher offenen als hermetischen Gedichten in freier Rhythmik Alltags- und Krisensituationen. 2018 erschien ihr Lyrikband „Endlich“.

## Auszeichnungen
- 2018 Niederrheinischer Literaturpreis
- 2014 Postpoetry.NRW
- 1989 Erster Preis beim Nettetaler Literaturwettbewerb[1]

## Werke
- Endlich. Gedichte und Kurzgeschichten. Mit Zeichnungen von Anne Kurth. latros: Sonnefeld 2018.
- Anna ist stark. Nachdenkgeschichten. Mit Zeichnungen von Anne Kurth. Iatros: Sonnefeld 2017.
- Den Vorhang öffnen. Gedichte. Iatros: Sonnefeld 2016.
- Komm, fee mich! B.O.S.S. Druck und Medien: Goch 2012.
- Tina macht den Mund auf. Kinderrechtsgeschichten. terre des hommes: Osnabrück 2009.
- während wir blieben. Iatros: Dienheim 2008.
- Das Übliche. Gedichte und Prosa. Mit Fotos von Bruni Enke. Sassafras: Krefeld 2004.
- Gülgin sagte es leise. terre des hommes: Osnabrück 2003.
- Gemürsel im Schuh. Gedichte. Sassafras: Krefeld 2001.
- Weil es sich sträubt. Gedichte. Sassafras: Krefeld 1997.
- Das Adoptierbaby. Kinderbuch. tabu: München 1996.
- Das Kamatendorf. Kindererzählung. Sassafras: Krefeld 1992.
- Fast verschluckt. Gedichte. Sassafras: Krefeld 1988.